# Mistrzostwa Świata Juniorów w Narciarstwie Klasycznym 2015
Mistrzostwa Świata Juniorów w Narciarstwie Klasycznym 2015 – zawody sportowe rozgrywane w dniach 3 - 8 lutego 2015 roku w największym mieście Kazachstanu, Ałmaty. Podczas mistrzostw zawodnicy rywalizowali w 21 konkurencjach w trzech dyscyplinach klasycznych: skokach narciarskich, kombinacji norweskiej i biegach narciarskich.

## Program
3 lutego
- Biegi narciarskie - sprint (M/K)
- Biegi narciarskie (U 23) - sprint (M/K)

4 lutego
- Biegi narciarskie - 5 kilometrów (K), 10 kilometrów (M)
- Kombinacja norweska - skocznia normalna, 10 kilometrów (M)

5 lutego
- Skoki narciarskie - skocznia normalna indywidualnie (M)
- Skoki narciarskie - skocznia normalna indywidualnie (K)
- Biegi narciarskie (U 23) - 10 kilometrów (K), 15 kilometrów (M)

6 lutego
- Kombinacja norweska - skocznia normalna, 5 kilometrów indywidualnie (M)
- Biegi narciarskie - 10 kilometrów łączony (K), 20 kilometrów łączony (M)

7 lutego
- Kombinacja norweska - skocznia normalna, 5 kilometrów drużynowo (M)
- Skoki narciarskie - skocznia normalna drużynowo (K)
- Skoki narciarskie - skocznia normalna drużynowo (M)
- Biegi narciarskie (U 23) - 15 kilometrów łączony (K), 30 kilometrów łączony (M)

8 lutego
- Biegi narciarskie - sztafeta 4x3,3 kilometrów (K), 4x5 kilometrów (M)

## Medaliści

### Biegi narciarskie - juniorzy
Mężczyźni
| Konkurencja                    | Data          | Złoto                                                                            | Srebro                                                                       | Brąz                                                                                |
| ------------------------------ | ------------- | -------------------------------------------------------------------------------- | ---------------------------------------------------------------------------- | ----------------------------------------------------------------------------------- |
| Sprint techniką klasyczną      | 3 lutego 2015 | Fredrik Riseth                                                                   | Aleksandr Bakanow                                                            | Johannes Høsflot Klæbo                                                              |
| Bieg łączony na 20 km          | 6 lutego 2015 | Aleksiej Czerwotkin                                                              | Iwan Jakimuszkin                                                             | Dienis Spicow                                                                       |
| Bieg na 10 km techniką dowolną | 4 lutego 2015 | Aleksiej Czerwotkin                                                              | Dienis Spicow                                                                | Aleksandr Bakanow                                                                   |
| Bieg sztafetowy 4x5 km         | 8 lutego 2015 | Rosja Aleksandr Bakanow · Iwan Jakimuszkin · Dienis Spicow · Aleksiej Czerwotkin | Francja Valentin Chauvin · Jules Lapierre · Jean Tiberghien · Louis Schwartz | Norwegia Johannes Høsflot Klæbo · Ole Jørgen Bruvoll · Audun Erikstad · Gaute Kvåle |

Kobiety
| Konkurencja                   | Data          | Złoto                                                                               | Srebro                                                                                 | Brąz                                                                    |
| ----------------------------- | ------------- | ----------------------------------------------------------------------------------- | -------------------------------------------------------------------------------------- | ----------------------------------------------------------------------- |
| Sprint techniką klasyczną     | 3 lutego 2015 | Victoria Carl                                                                       | Julija Biełorukowa                                                                     | Natalja Niepriajewa                                                     |
| Bieg łączony na 10 km         | 6 lutego 2015 | Sofie Nordsveen Hustad                                                              | Victoria Carl                                                                          | Ebba Andersson                                                          |
| Bieg na 5 km techniką dowolną | 4 lutego 2015 | Victoria Carl                                                                       | Anastasija Siedowa                                                                     | Natalja Niepriajewa                                                     |
| Bieg sztafetowy 4x3,3 km      | 8 lutego 2015 | Norwegia Tiril Udnes Weng · Julie Myhre · Sofie Nordsveen Hustad · Lotta Udnes Weng | Rosja Jana Kirpiczenko · Natalja Niepriajewa · Anastasija Siedowa · Julija Biełorukowa | Niemcy Nadine Herrmann · Katharina Hennig · Sofie Krehl · Victoria Carl |

### Biegi narciarskie - U 23
Mężczyźni
| Konkurencja                    | Data          | Złoto                 | Srebro                 | Brąz                |
| ------------------------------ | ------------- | --------------------- | ---------------------- | ------------------- |
| Bieg na 15 km techniką dowolną | 5 lutego 2015 | Florian Notz          | Simen Hegstad Krüger   | Adrien Backscheider |
| Bieg łączony na 30 km          | 7 lutego 2015 | Magne Haga            | Clément Parisse        | Dmitrij Rostowcew   |
| Sprint techniką klasyczną      | 3 lutego 2015 | Sondre Turvoll Fossli | Sindre Bjørnestad Skar | Jermił Wokujew      |

Kobiety
| Konkurencja                    | Data          | Złoto                   | Srebro            | Brąz                    |
| ------------------------------ | ------------- | ----------------------- | ----------------- | ----------------------- |
| Bieg na 10 km techniką dowolną | 5 lutego 2015 | Barbro Kvåle            | Darja Storożyłowa | Nathalie von Siebenthal |
| Bieg łączony na 15 km          | 7 lutego 2015 | Nathalie von Siebenthal | Barbro Kvåle      | Giulia Stürz            |
| Sprint techniką klasyczną      | 3 lutego 2015 | Francesca Baudin        | Silje Theodorsen  | Giulia Stürz            |

### Skoki narciarskie
Mężczyźni
| Konkurencja                       | Data          | Złoto                                                                                          | Srebro                                                                       | Brąz                                                                               |
| --------------------------------- | ------------- | ---------------------------------------------------------------------------------------------- | ---------------------------------------------------------------------------- | ---------------------------------------------------------------------------------- |
| Skocznia normalna - indywidualnie | 5 lutego 2015 | Johann André Forfang                                                                           | Andreas Wellinger                                                            | Phillip Sjøen                                                                      |
| Skocznia normalna - drużynowo     | 7 lutego 2015 | Norwegia Joacim Ødegård Bjøreng · Halvor Egner Granerud · Phillip Sjøen · Johann André Forfang | Niemcy Paul Winter · Martin Hamann · Sebastian Bradatsch · Andreas Wellinger | Austria Elias Tollinger · Patrick Streitler · Philipp Aschenwald · Simon Greiderer |

Kobiety
| Konkurencja                       | Data          | Złoto                                                                    | Srebro                                                                         | Brąz                                                             |
| --------------------------------- | ------------- | ------------------------------------------------------------------------ | ------------------------------------------------------------------------------ | ---------------------------------------------------------------- |
| Skocznia normalna - indywidualnie | 5 lutego 2015 | Sofja Tichonowa                                                          | Elisabeth Raudaschl                                                            | Chiara Hölzl                                                     |
| Skocznia normalna - drużynowo     | 7 lutego 2015 | Niemcy Henriette Kraus · Pauline Heßler · Anna Rupprecht · Gianina Ernst | Rosja Darja Gruszyna · Aleksandra Kustowa · Marija Jakowlewa · Sofja Tichonowa | Japonia Nozomi Maruyama · Yurina Yamada · Shihori Ōi · Yūka Setō |

### Kombinacja norweska
Mężczyźni
| Konkurencja                                      | Data          | Złoto                                                                       | Srebro                                                                | Brąz                                                                           |
| ------------------------------------------------ | ------------- | --------------------------------------------------------------------------- | --------------------------------------------------------------------- | ------------------------------------------------------------------------------ |
| Skocznia normalna, bieg na 10 km - indywidualnie | 4 lutego 2015 | Jarl Magnus Riiber                                                          | Paul Gerstgraser                                                      | Jakob Lange                                                                    |
| Skocznia normalna, bieg na 5 km - indywidualnie  | 6 lutego 2015 | Jarl Magnus Riiber                                                          | Jakob Lange                                                           | Kristjan Ilves                                                                 |
| Skocznia normalna, bieg na 4x5 km - drużynowo    | 7 lutego 2015 | Austria Thomas Jöbstl · Bernhard Flaschberger · Noa Mraz · Paul Gerstgraser | Niemcy Philipp Mauersberger · Terence Weber · Paul Hanf · Jakob Lange | Norwegia Simen Tiller · Harald Johnas Riiber · Jarl Magnus Riiber · Lars Burås |

## Tabela medalowa
| Miejsce | Państwo    | złoto | srebro | brąz | razem |
| ------- | ---------- | ----- | ------ | ---- | ----- |
| 1.      | Norwegia   | 10    | 4      | 4    | 18    |
| 2.      | Rosja      | 4     | 8      | 6    | 18    |
| 3.      | Niemcy     | 4     | 5      | 2    | 11    |
| 4.      | Austria    | 1     | 2      | 2    | 5     |
| 5.      | Włochy     | 1     | 0      | 2    | 3     |
| 6.      | Szwajcaria | 1     | 0      | 1    | 2     |
| 7.      | Francja    | 0     | 2      | 1    | 3     |
| 8.      | Estonia    | 0     | 0      | 1    | 1     |
| 8.      | Japonia    | 0     | 0      | 1    | 1     |
| 8.      | Szwecja    | 0     | 0      | 1    | 1     |